# Teresa Pinheiro
Teresa Pinheiro (* 9. Mai 1972 in Lissabon) ist eine portugiesische Germanistin, Lusitanistin und Anthropologin.

## Leben
Von 1990 bis 1994 studierte sie Germanistik und Lusitanistik in Lissabon und Köln. Von 1994 bis 1998 war sie Lektorin für Portugiesisch an der Universität Bayreuth. Von 1998 bis 2001 war sie Stipendiatin am DFG-Graduiertenkolleg Reiseliteratur und Kulturanthropologie. Nach der Promotion 2002 (summa cum laude) in der Kulturwissenschaftlichen Anthropologie an der Universität Paderborn war sie von 2004 bis 2011 Inhaberin der Juniorprofessur Kultureller und sozialer Wandel unter den Bedingungen von Globalisierung und transnationaler Integration in Chemnitz. Seit 2011 ist sie Inhaberin der Professur Kultureller und Sozialer Wandel in Chemnitz.
Ihre Forschungsschwerpunkte sind iberische Kulturwissenschaft, Erinnerungskulturen, Migration, Repräsentation kollektiver Identität und Europa-Konzepte.

## Schriften (Auswahl)
- Aneignung und Erstarrung. Die Konstruktion Brasiliens und seiner Bewohner in portugiesischen Augenzeugenberichten 1500–1595. Stuttgart 2004, ISBN 3-515-08326-X.
- mit Natascha Ueckmann (Hg.): Globalisierung avant la lettre. Reiseliteratur vom 16. bis zum 21. Jahrhundert. Beiträge einer im Herbst 2003 auf dem Romanistentag in Kiel abgehaltenen Sektion mit dem Titel „Reiseliteratur und Globalisierung“. Münster 2005, ISBN 3-8258-8749-9.
- (Hg.): Iberische Europa-Konzepte. Nation und Europa in Spanien und Portugal seit dem 19. Jahrhundert. Berlin 2009, ISBN 978-3-428-13110-5.
- (Hg.): Portugiesische Migrationen. Geschichte, Repräsentation und Erinnerungskulturen. Wiesbaden 2010, ISBN 978-3-531-17075-6.